# بئر السبع في العهد العثماني

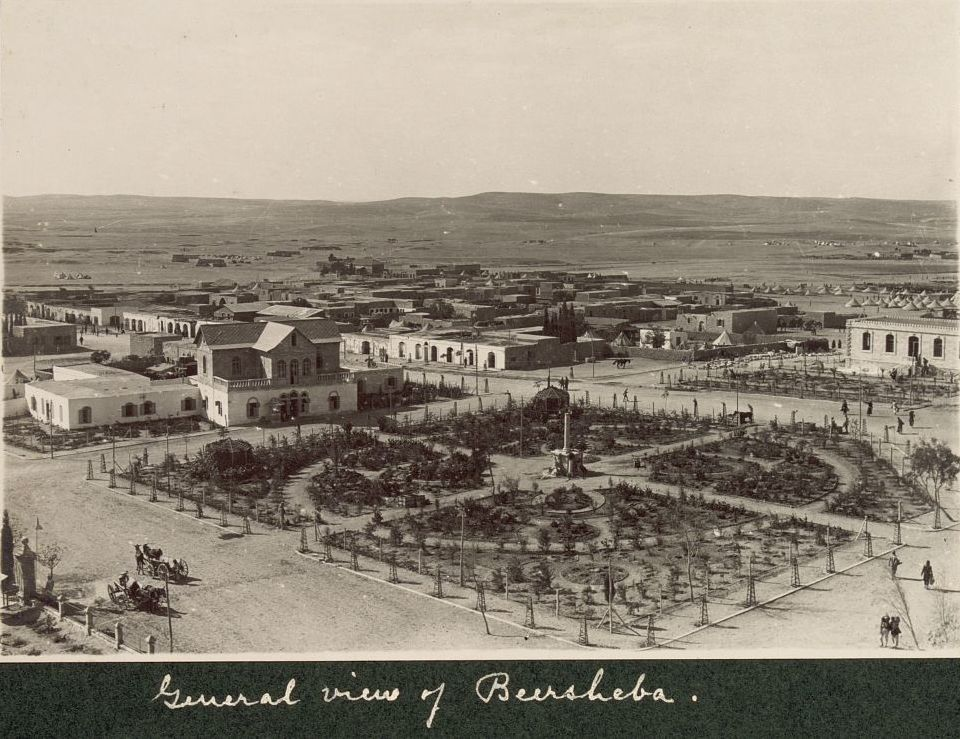
بئر السّبع خلال الحرب العالميّة الأولى

بئر السبع (بالعربية: بئر السبع، النقحرة الحرفية: بير (ا)سبع)، بالتركية: Beerşeba) أسسها العثمانيون حوالي عام 1900، في المكان الذي تقع فيه مدينة بئر السبع القديمة اليوم. وكانت تحت سيطرة الإمبراطورية العثمانية، حتى تم الاستيلاء عليها في أكتوبر 1917 في معركة بئر السبع من قبل وحدات الجيش من قوة المشاة المصرية التابعة للإمبراطورية البريطانية. إنها المدينة الوحيدة التي خططت وبنيت من قبل الإمبراطورية العثمانية طوال سنوات حكمها في فلسطين.

## لمحة تاريخية

### أسباب إنشاء المدينة في مطلعالقرن العشرين

#### أسباب سياسية

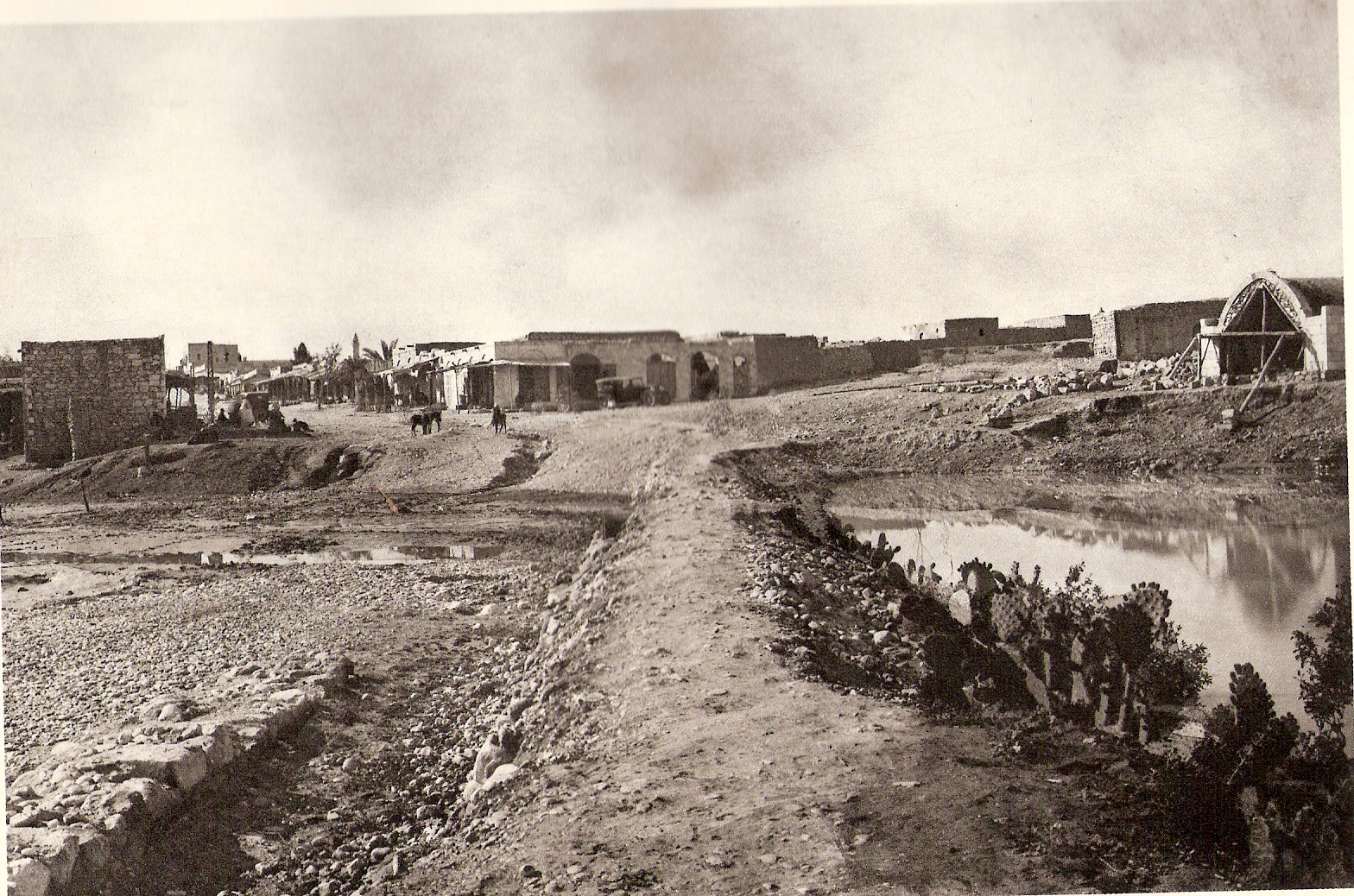
بئر السبع في العشرينات من القرن 20

هناك عدة أسباب دفعت العثمانيين إلى إنشاء مدينة بئر السبع، وجعلها عاصمة للإقليم الجنوبي في فلسطين.
- إحلال النظام بين القبائل البدوية في النقب: اتسمت العقود التي سبقت إنشاء مدينة بئر السبع بفقدان سيطرة الحكومة في إسطنبول على المناطق النائية. سُمّيت الفترة التي بدأت في منتصف القرن الثامن عشر بـفترة "حكم المشايخ"، وتميَّزت بالسيطرة على مساحات واسعة من بلاد الشام، وتحصيل رسوم الأتاوات (المعروفة بالخاوة) من قبائل المنطقة.[1] إلى جانب سيطرة البدو على المنطقة وجباية الضرائب، تجلى عدم الاستقرار في المنطقة بصراعات عنيفة بين مختلف القبائل البدوية. دفعت الحرب بين قبيلتي العزازمة والترابين التي دارت رحاها في عام 1887 حاكم القدس (رؤوف باشاالذي كان متصرفاً للقدس بين عام 1876 وعام 1888م) إلى إرسال كتائب من الجيش إلى المنطقة لإعادة النظام بين القبائل المتحاربة. بعد هذا الحدث، تم نشر حرس عسكري دائم في المنطقة، مما ساهم في تعزيز وجود الدولة العثمانية في المنطقة.
- تعزيز سيطرة الإمبراطورية في المناطق النائية: كان إنشاء مركز حكم في شمال النقب مع نهاية القرن التاسع عشر مرتبطًا بالسياسة الإمبراطورية التي تم تطبيقها في جميع أنحاء الإمبراطورية العثمانية في وقت سابق من السلطان عبد الحميد الثاني الذي أراد تعزيز حوكمة الدولة.[2] في ذلك العهد، كانت السياسة العثمانية تصبو إلى تقوية سيطرة الإمبراطورية في مختلف المناطق النائية من خلال توطيد الروابط بين السكان البدو الرحل المحليين والدولة العثمانية، وحضرنة البدو أي نقلهم بالتدريج إلى حياة الاستقرار. لأجل تحقيق ذلك، سعى العثمانيون إلى خلق ظروف إدارية تُتيح تجنيد الجنود، وجباية الضرائب، وتسجيل الأراضي، وزيادة مساحة الأراضي الزراعية.[3]
- تقوية الحدود الجنوبية لفلسطين: أحد الاعتبارات الإضافية لتحويل بئر السبع إلى مركز حكومي في المنطقة يتعلق بالمفاوضات التي جرت في تلك الأيام بين الإمبراطورية العثمانية والبريطانيين الذين حكموا مصر بشأن ترسيم الحدود بينهما الذي تقرر أخيرًا في عام 1906.[4] وفي الوقت نفسه، أدى إنشاء بئر السبع إلى تعزيز سيطرة العثمانيين على المنطقة وجعل من الممكن زيادة وجود الجيش في حالة اندلاع الحرب.[5]
- بناء مركز تجاري إقليمي: على النقيض من الادعاءات السابقة التي تُفسِّر المبادرة العثمانية وكأنها مفروضة من جهات "عُليا"، وحسب هذا التفسير فإن أهمية مساهمة العثمانيين في إنشاء المدينة كانت هامشية في المرحلة الأولى.[6] وفقًا لهذا الادِّعاء، بعد تعزيز الحكم العثماني في فلسطين، شجع وجود التجارة البدوية في النقب وجنوب سيناء السلطات على تمركزها في بئر السبع العاصمة الإقليمية الجديدة، وإنشاء حكومة على أساس الإمكانات الكبيرة لتحصيل الضرائب.[7] وفقط بعدما لاحظ العثمانيون النشاط التجاري المكثف بدأوا في استثمار الجهود لتحويل الموقع إلى مركز للإدارة والخدمات المدنية.

#### أسباب جغرافية
- مصادر مائية وفيرة: تعمل المنطقة كحوض تصريف لمجرى وادي بئر السبع الذي تتدفق إليه أيضًا بعض مياه الأمطار من جبال الخليل. بالإضافة إلى وجود طبقة مياه جوفية عالية في المكان، مما يسمح بحفر آبار المياه بسهولة نسبية ويوفر كمية كبيرة من المياه، ممّا جعل المنطقة جذَّابة بالنسبة للبيئة الصَّحراوية الجافة.
- منطقة التركيز القبلي: منطقة الآبار على ضفاف وادي بئر السبع كانت أيضًا المكان الذي تعبر فيه الحدود بين أراضي القبائل الثلاث الرئيسية في النقب (العزازمة، الترابين، التياها). حولت المياه التي تم العثور عليها المنطقة إلى مكان اجتماع وتجارة بين القبائل في المنطقة وإلى نقطة تجارية بين المناطق حيث كانت تقام أيام السوق الأسبوعية قبل إنشاء المدينة.
- مفترق طرق: الطريقان الرئيسيان للمنطقة يمرّان عبر وادي بئر السبع بسبب سهولة التضاريس (السهولة الطبوغرافية) التي توفرها هذه المنطقة. وهكذا ارتبط الموقع الذي تأسست فيه المدينة من الشمال بالخليل، ومن الغرب بغزة والبحر الأبيض المتوسط، وأوصلت الطريق باتجاه الجنوب إلى سيناء ومصر، بينما أوصل الطريق الشرقي إلى الأردن وخليج العقبة.
- إمكانية الوصول الجغرافي: فيما يتعلق بخيارات النقل ما قبل الوسائط الحديثة، كان موقع بئر السبع يقع في منطقة مسطحة وبالتالي فهو مناسب لأولئك الذين يصلون إلى المنطقة سيرًا على الأقدام أو ركوبُا على الدّوابّ.
- البُعد الجغرافي عن غزة: بدافع رغبة الحكومة العثمانية في إنشاء مركز حكومي منفصل عن غزة، كان لا بُدّ من أن تكون المدينة الجديدة بعيدة بما يكفي عن غزة حتى تصبح مدينة مركزية في منطقتها. تقع بئر السبع في الوسط بين غزة والخليل ممّا أوجد رابطًا بينها وبين المدينتين، إلى جانب نفوذها الإقليمي.[8]

## إنشاء المدينة: الواليان إسماعيل كمال بك (1900-1901) ومحمد جارالله (1901-1904)
وفقًا لأوامر "قانون المدن العثمانية" ، تم الإعلان عن بئر السبع كمدينة بشكل رسمي في عام 1877. في عام 1897، قامت السلطات بتنظيف عدد من الآبار في المنطقة وتركيب مضخات لها من أجل تسريع معدل الضخ منها. وبعد عام بُنِيَ خان تم تأجيره لأحد المسيحيين من غزة، واستخدمه أصحاب القوافل التي مرت من المكان.  بعد إنشاء بئر السبع بوقتٍ قريب عُيِّنَ محافظ (قائمقام) للمنطقة الجديدة (القضاء) هو إسماعيل كمال بك في 7 أبريل 1900. وفي نفس العام تقرر إنشاء قضاء جديد (منفصل عن منطقة غزة) على أن تكون مدينة بئر السبع المستقبلية عاصمته. في عهد الحاكم الأول الذي لم يدُم طويلاً، بدأت العلامات الأولى للمدينة بالظهور، والتي تضمنت عدة خيام استخدمها المحافظ ورجاله إلى جانب عمل مختلف السلطات الحكومية مثل: مقر الحاكم، قوة شرطة، وقاض.

يعتبر محافظ المدينة الثاني، محمد جارالله، الذي تم تعيينه بعد حوالي عام، المؤسس الفعلي للمدينة. خلال فترة ولايته، اشترت الإدارة حوالي 2000 دونم تركي من القبائل البدوية، وجعلتها متاحة للتوزيع مجانًا على السكان البدو المحليين من أجل البقاء في تجمُّع سُكّاني دائم (حوالي دونم واحد لكل أسرة بشرط أن تستقر في المكان). وعرضت الحكومة باقي الأراضي للبيع لمن يرغب بالشراء بسعر 10 ليرات تركية للفدان. تؤكد سياسة التمييز هذه على أولويَّات العثمانيين، وأوَّلها توطين القبائل البدوية في مكان ثابت، والسيطرة الكاملة على أفعالهم. كما بدأ المحافظ جار الله في إنشاء لجان حاكمة، واحدة مسؤولة عن المنطقة الإقليميّة بأكملها (القضاء) والأخرى محلية- بلدية. تم تعيين رؤساء القبائل البدوية في هذه اللجان لضمان تعاونهم، وتعميق مشاركتهم في ما يجري في المدينة التي يتم بناؤها. خلال فترة حكمه، تم أقيم مبنى "السَّراي" أيضًا (تعني باللغة التركية: "دار الحكومة")، وهو أول مبنى أقيم في المدينة واستُخدم، من بين أمور أخرى، لمحكمة المنطقة والمحكمة الشرعية ومكاتب البلدية، ومكتب القائمقام. إلى جانب كل ذلك، بُنيَ حوالي 50 منزلاً كانت تستخدم للسُّكنى والتجارة.

## مرحلة البناء الثانية: آصف بك الدمشقي (1904-1908)

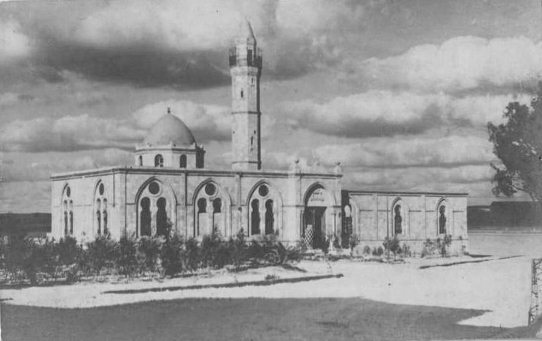
مسجد بئر السبع الكبير عام 1917

تمثل فترة ولاية الحاكم آصف بك الدمشقي مرحلة جديدة في تطور المدينة، وهذا بسبب البناء المكثف الذي بدأه. من بين المباني التي شيدها سوق الماشية يوم الأحد (الذي أصبح يسمى "السوق البدوي")، ومبنى البلدية (1906) الذي تم فصله عن منزل السرايا واستخدم، من بين أشياء أخرى، كمقر إقامة للحاكم وعائلته، والضيافة الرسمية والاستقبال، ومدرسة الأطفال البدو التي كانت أول مدرسة في المنطقة، والمباني التي كانت تستخدم للخدمات البريدية والبرقية. كان أبرز ما في موجة البناء التي بدأها الحاكم هو المسجد الكبير (1906) الذي كان المبنى الأكثر إثارة للإعجاب في المدينة، ولم يخدم فقط سكان المدينة ولكن أيضًا المسلمين في المنطقة بأكملها، وكان يهدف إلى تعزيز العلاقة بين السلطان عبد الحميد الثاني ورعاياه المحليين على أساس الإيمان المشترك وتحويل المدينة إلى مركز إقليمي. كان بناء المسجد جزءًا من سلسلة من الإجراءات التي بدأها السلطان للتأكيد على مكانته كخليفة لجميع المسلمين في جميع أنحاء الإمبراطورية العثمانية، ولتعزيز شخصية البلاد كحامية للإسلام. كما حدث تطور حكومي في وضع المدينة خلال فترة ولاية هذا المحافظ. خلال عام 1908، حصل عساف بك، الذي كان تابعًا لحاكم القدس ("متصرف")، على لقب "مساعد المتصرف"، وبذلك احتل مرتبة عالية بين المحافظين، مما يدل على تزايد أهمية بئر السبع في عيون السلطات العثمانية.

## حكامبئر السبع(1909-1917)والحرب العالمية الأولى

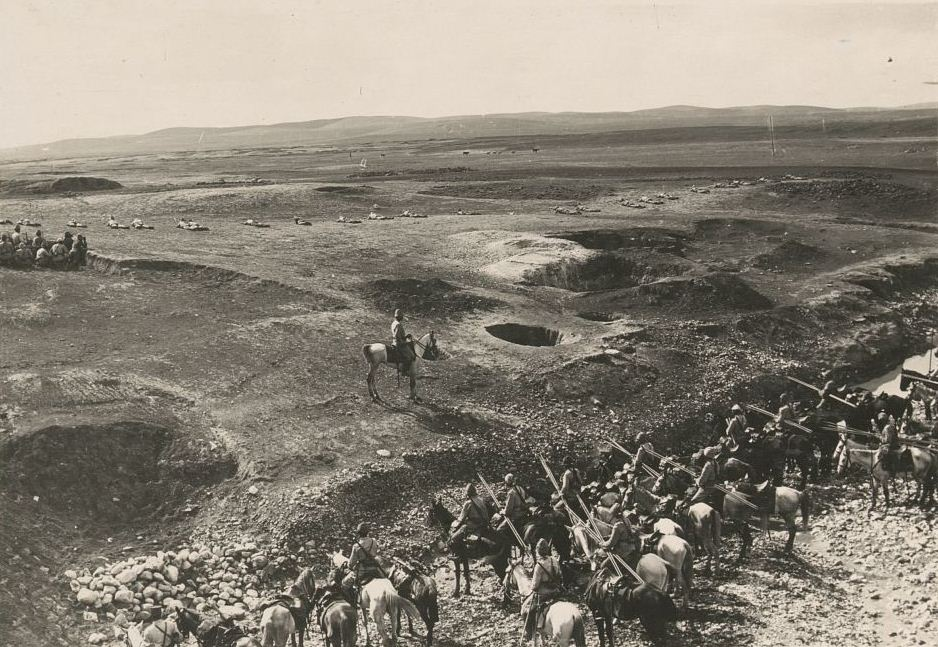
القوات العثمانية في انتظار هجوم بريطاني على بئر السبع عام 1917.

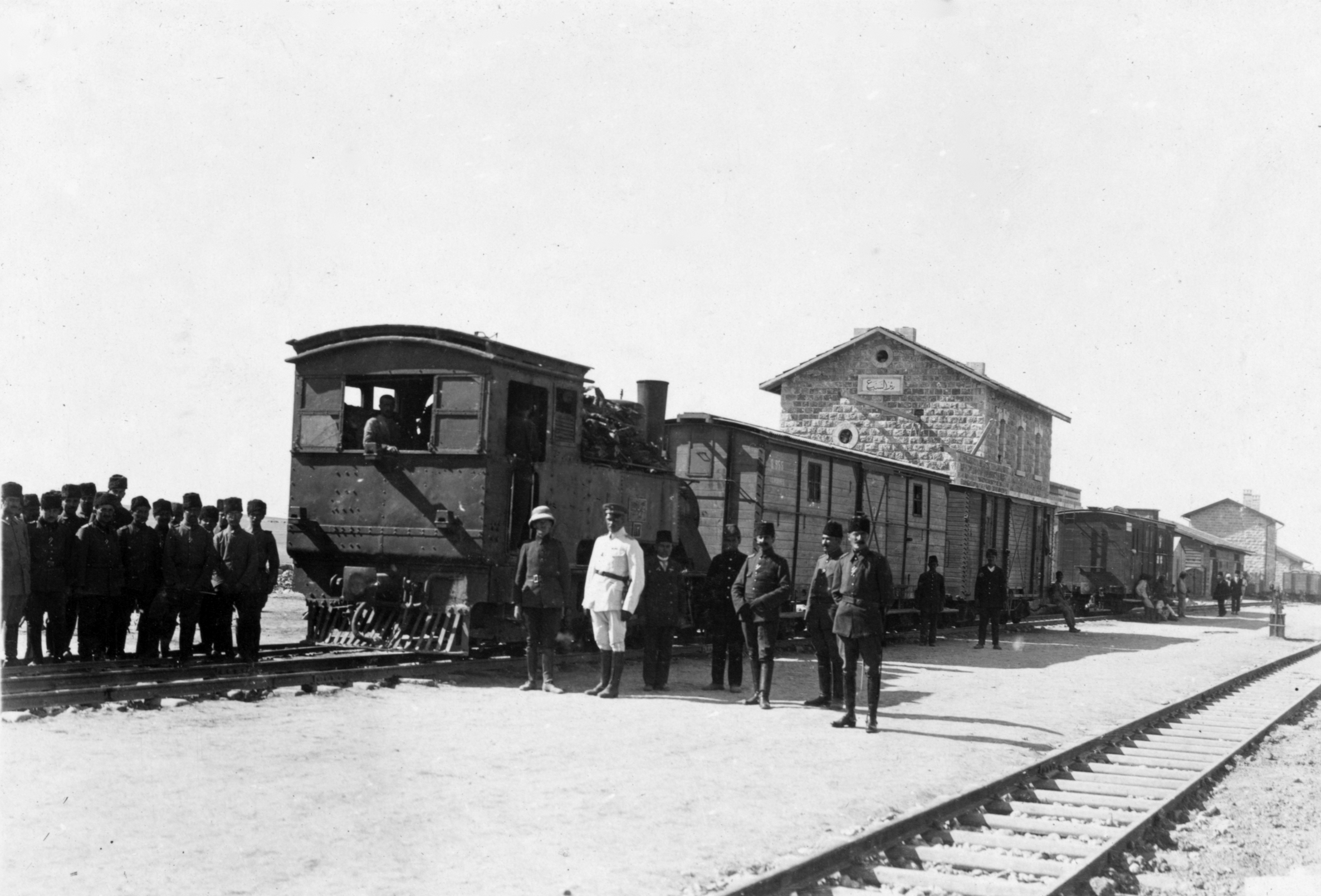
محطة القطار التركية في بئر السبع عام 1917

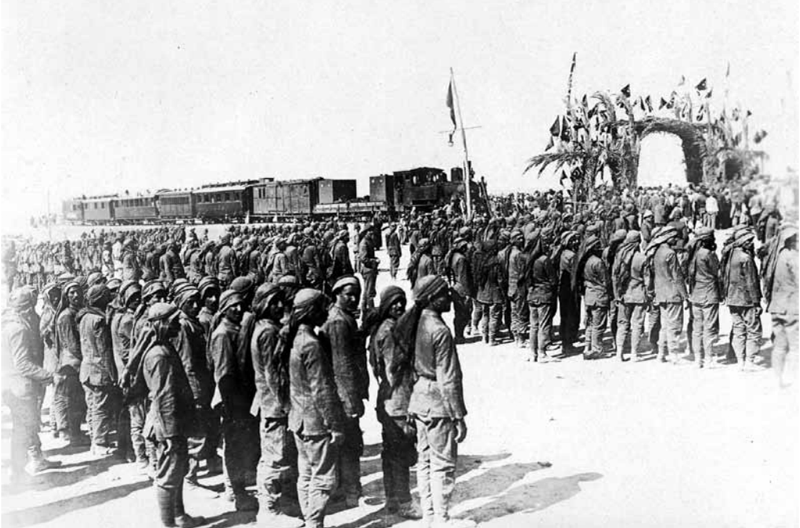
الكتيبة العربية أثناء افتتاح محطة قطار بئر السبع عام 1915

المعلومات االتي توردها المصادر حول طبيعة حكم الحكام الذين خدموا بعد ذلك (من عام 1909- حتّى 1917) شحيحة جدًّا، وتجعل من الصعب توصيف فترة كل حاكم على حدة، ومع ذلك يمكن القول إنه في هذه السنوات تطورت المدينة، وازداد عدد سكانها على خلفية اندلاع الحرب العالمية الأولى. بعد اندلاع الحرب، أصبح النقب بأكمله أكثر أهمية من الناحية الاستراتيجية في نظر الحكومة العثمانية. في غضون ذلك، أصبحت بئر السبع قاعدة عسكرية استخدمت بين عامي 1915-1916 كقاعدة تنظيمية للجنود الأتراك والألمان استعدادًا لاحتلال قناة السويس، وفي عام 1917 كنقطة دفاع ضد هجوم بريطاني من الجنوب. أدت الحرب والتدخل العثماني فيها، إلى جانب الأهمية الإستراتيجية للموقع الذي بنيت فيه المدينة، إلى التطور الصناعي للمدينة، وخلق فرص عمل مختلفة، ونما عدد سكان المدينة بشكل كبير، وأدّى إلى تطورها بشكل غير مباشر. يمكن الإشارة إلى ثلاثة مجالات رئيسية للتنمية:
- المواصلات: مع اندلاع الحرب تطلَّبت تحرُّكات الجيش في المنطقة، وخاصَّة في بئر السبع، تحسين طرق المرور إلى المدينة وربطها بالمُدُن الأخرى. من أجل ذلك تم تعبيد الطرق المؤدية إلى الخليل ونيتسانا، ومُدَّت خطوط السكك الحديدية من المدينة وإليها، التي كانت جزءًا من السّكّة الطويلة التي بُنِيَتْ في تلك الأيام. في عام 1915 تم بناء وافتتاح محطة القطار في بئر السبع، والتي كان من المفترض أن تكون محطة رئيسية في شبكة السكك الحديدية العثمانية، وأن تساعد لوجستيًّا في محاولة السيطرة على منطقة قناة السويس. تم استخدام خطوط النقل التي بُنِيَت حديثًا لنقل الأسلحة والذخيرة وكتائب الجيش. بالإضافة إلى ذلك، أُنشئ أول مطار في فلسطين بالقرب من المدينة.
- زيادة البناء: أدى الوجود الملحوظ لقوات الجيش إلى بناء مساكن إضافية استخدمها القادة والضباط في المنطقة. بالإضافة إلى المسجد الكبير، بُنِيَ مسجد آخر لخدمة السكان الآخذين بالتّزايُد. بعد زيادة عدد السكان الدائمين والمؤقتين، تمت زيادة ضخ المياه وإمداد المدينة بالكهرباء بواسطة مولد كهربائي، كماافتتح عدد من المصانع بمبادرة من الجيش، مثل: مصنع للثلج، ومطبعة، ومستشفى (مدرسة أبناء مشايخ البدو التي تم تحويلها لاحتياجات الحرب لهذا الغرض)، وحمَّام عامّ.
- النمو السكاني: جلبت الإنشاءات العديدة في المدينة معها المئات من الباحثين عن عمل من جميع أنحاء البلاد في حقبة كانت الأشغال فيها قليلة جدًّا. أُحضِرَ العديدُ من العُمّال بأمر من الحكومة للعمل القسري (السُّخرة) من أماكن مختلفة للعمل في مصانع الجيش. برز جزء من الجالية اليهودية التي نمت بشكل ملحوظ خلال الحرب، وحسب إحدى المعطيات، قبل حوالي عامين من الاحتلال البريطاني، بلغ عدد اليهود في المدينة نحو 100 نسمة أو أكثر.

## الاحتلال البريطاني ونهاية الحكم العثماني في بئر السبع

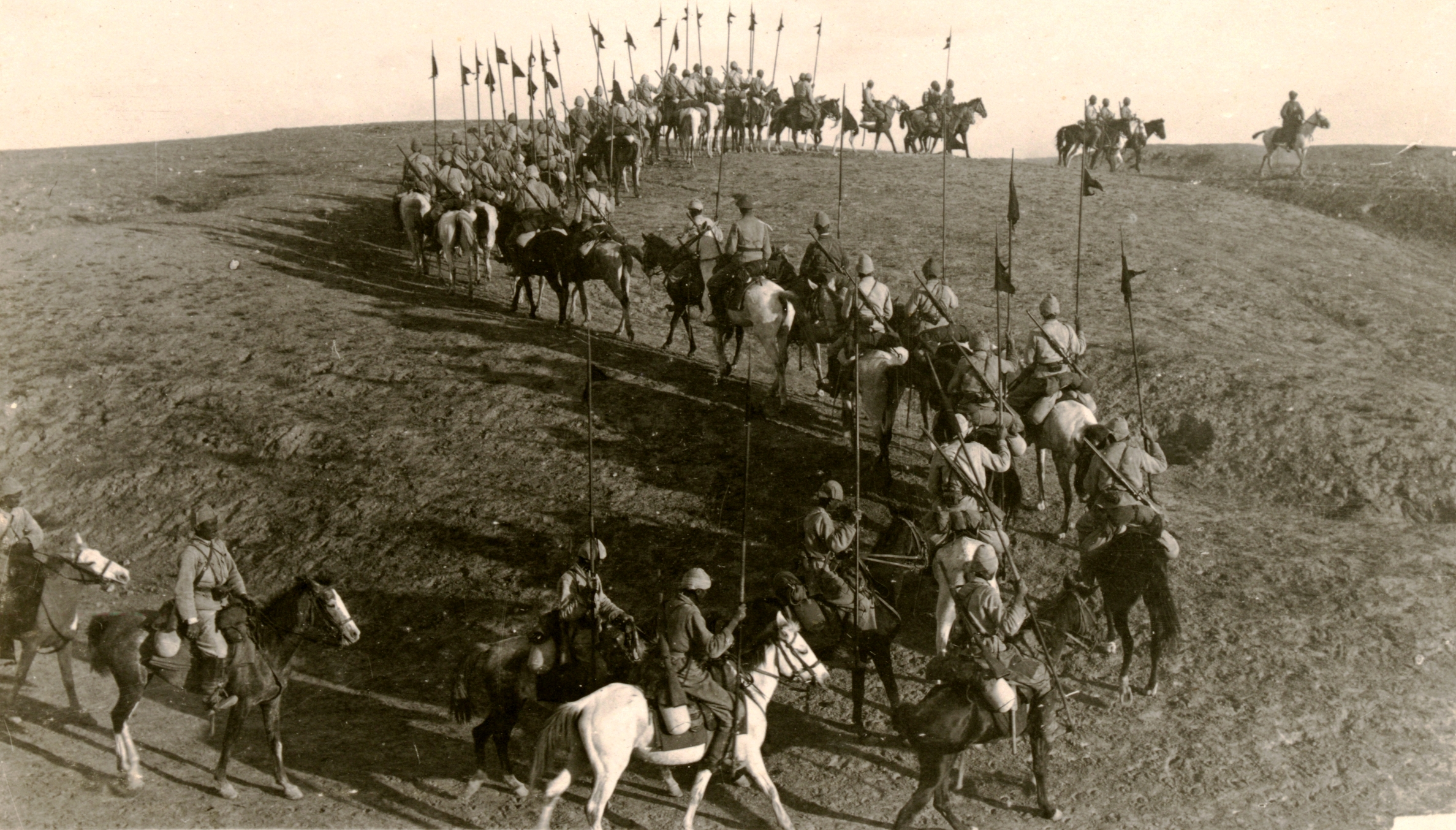
وحدة من سلاح الفرسان العثماني تحمل الحراب غرب بئر السبع عام 1917

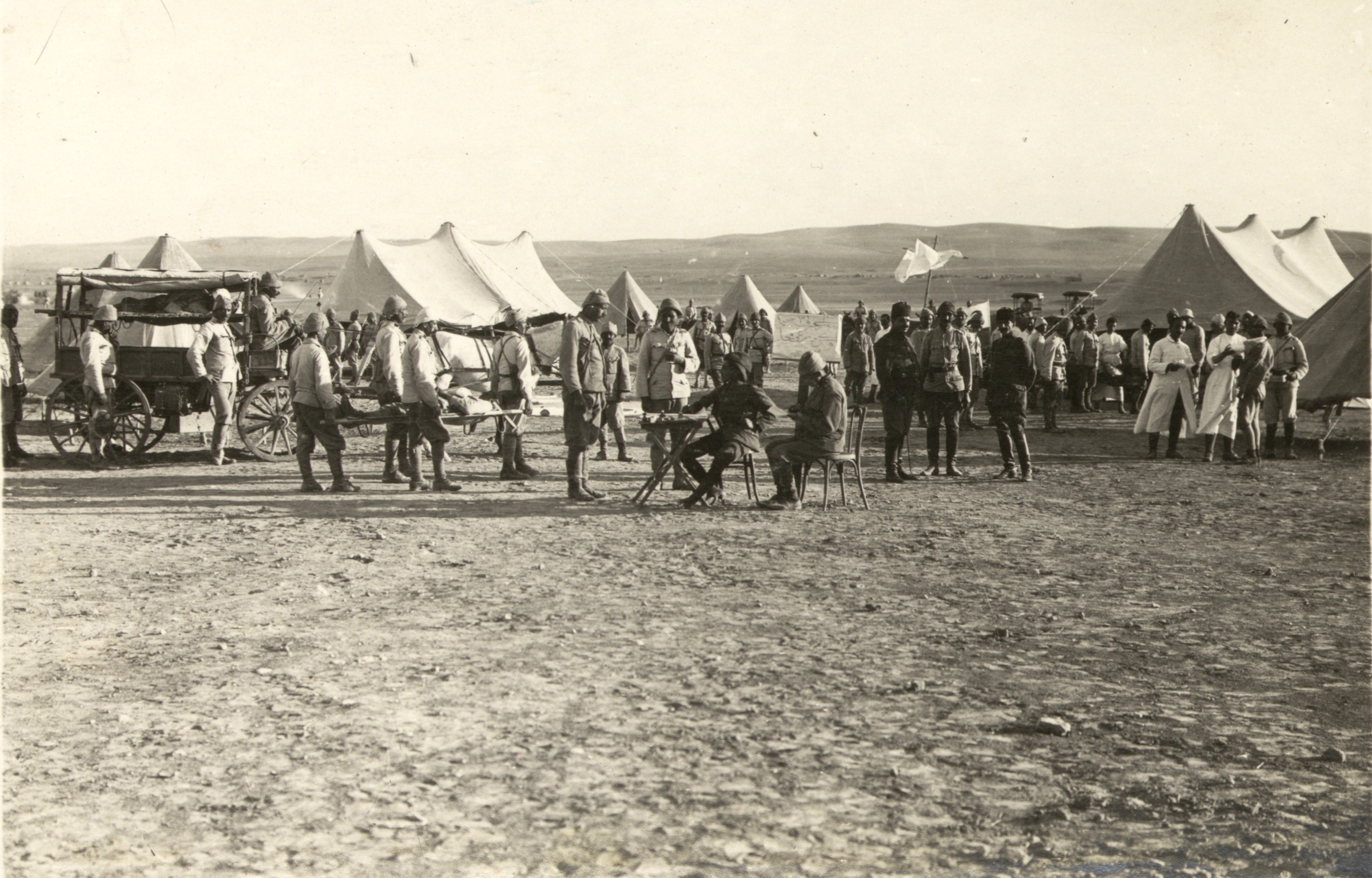
معسكر للقوات العثمانية في بئر السبع عام 1917

في مساء 31 تشرين الأوَّل/أكتوبر 1917، احتلّ البريطانيون بئر السبع من العثمانيين. توقف ازدهار المدينة، الذي نتج من بين أمور أخرى عن المبادرات المختلفة للحكومة العثمانية على مر السنين، في نهاية الحرب. فقدت المدينة أهميتها الإستراتيجية الحكومية، وتوقف النشاط الصناعي في المصانع المختلفة، وبعد سنوات قليلة تم تفكيك خطوط السكك الحديدية لاستخدامها في أغراض أخرى، ممَّا قلَّصَ من سُبُل الوصول إلى المدينة خلال فترة الانتداب البريطاني.

## التخطيط والبناء

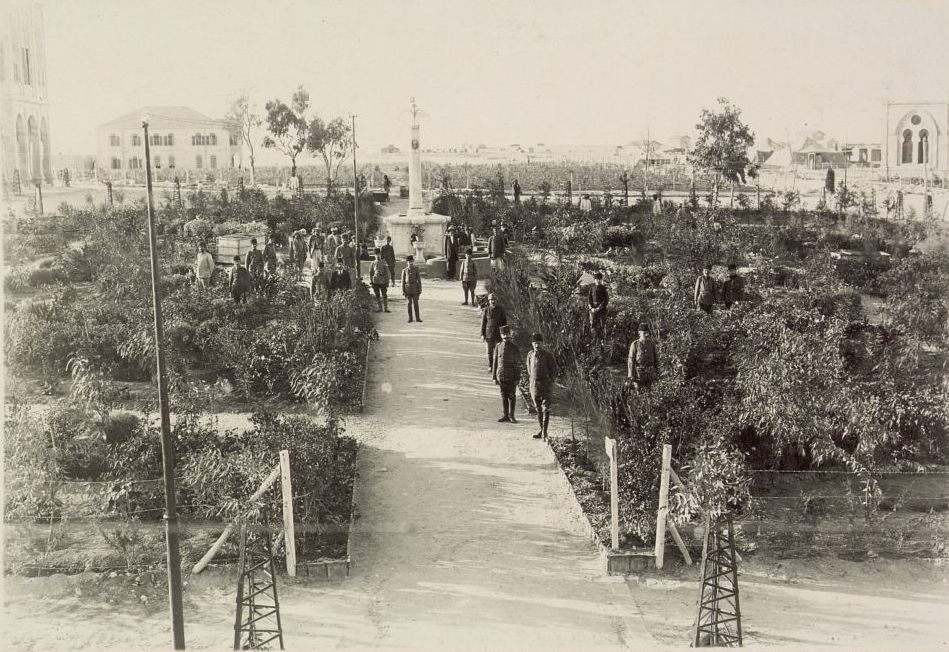
حديقة واجهة مبنى السراي

يقع موضع المدينة على بعد حوالي 5 كيلومترات غربي مدينة تل بئر السبع القديمة. أسلوب التخطيط الذي كان أساس هيكل المدينة هو طريقة الشوارع المتقاطعة. كان هذا النمط من البناء، الذي تميزت به المدن الغربية، فريدًا من نوعه مقارنة بمعظم مدن الشرق الأوسط. من المحتمل أنَّ هذا النموذج طُبِّق بسبب المزايا التي يوفِّرُها للحكومة التي تسعى إلى أقصى قدر من المشاركة والسيطرة على حياة السكان. إلى جانب الرغبة في تقديم مدينة حديثة ومبتكرة، أتاح مخطّط الشوارع للسلطات العثمانية مراقبة أفضل لما كان يحدث على طول الشارع وعبره، مما كشف الشارع والأنشطة التي تجري فيه أمام أعين السلطات. كان المسؤولان عن تنفيذ الخطة مهندسين أجنبيين، ألماني وسويسري، وشاركهما العمل اثنان من المهندسين العرب الفلسطينيين: راغب النشاشيبي، وسعيد النشاشيبي، اللذين تعاونا معًا.

اشترت الحكومة العثمانية حوالي 2000 دونم من قبيلة العزازمة وبنت خلال فترة حكمها في المنطقة على مساحة تقارب 500-560 دونمًا، بينما خُصِّصَ الباقي لتوسعة المدينة في المستقبل. من وجهة نظر تخطيطية، تركزت جميع المؤسسات الحكومية في الجزء الشمالي الغربي من المدينة في مكان واحد، بينما استُثنِيَ المبنى الحكومي المعروف باسم "السرايا" من طريقة التخطيط المتقاطعة وهو ما أتاح للقاطنين فيه مراقبة الشارع الرئيسي والناس القادمين والمتجهين إلى مدينة غزة. لم يتم وضع المناطق الأخرى (المنطقة التجارية ومنطقة الحرف اليدوية) في منطقة منفصلة، ودُمجت كلتاهما في النسيج العام للمدينة. كان من بين الأمور التي أكد عليها مهندسو المدينة الجماليات الخارجية التي تم التعبير عنها، مع أمور أخرى، من خلال الجمع بين حدائق الزينة والخضروات.
أُقيم في المدينة التي بنيت بخصائص مدينة ذات حدائق، أربع حدائق؛ تأسَّس أشهرُها مع تأسيس المدينة بالقرب من بيت السرايا وسميت على اسم جمال باشا (أعيدت تسميتها باسم اللورد اللنبي بعد الاحتلال البريطاني). كانت حدائق الزينة مكانًا أُعدّ لراحة التجار والماشية، ووفَّرت الظل للمدينة الصحراوية المكشوفة. وإلى جانب هذه البساتين، وفَّرت حدائق الخضروات جزءًا من إمداد المدينة بالخضار الذي كان محدودًا في المدينة بسبب قلّة الإمكانيات المتاحة لجلب كميات كبيرة من الخضروات على ضوء قلة وسائل النقل. إلى جانب هيكل المدينة المركزي الذي تم استيراده إلى الصحراء العربية، كان من الواضح أيضًا مراعاة الظروف الطبوغرافية والمناخية المحلية. على سبيل المثال، تم وضع المبنى المتشابك بشكل مائل كي يناسب الطرق من الخليل وغزة، كما انسجم مع اتجاهات الرياح وخلق مدخلاً للرياح الباردة وانسدادًا للرياح المليئة بالرمال والغبار. كما أن الزاوية التي بُنيت بها المنازل والمحلات التجارية خلقت أيضًا تأثيرًا مائلًا لأشعة الشمس، مما خفَّفَ من شدة الحرارة إلى حد ما.

## التعليم

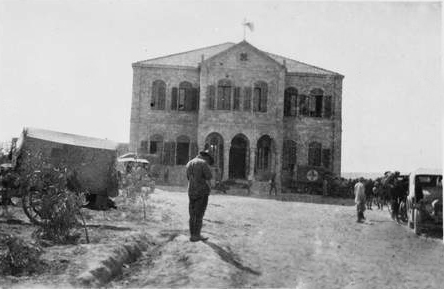
المستشفى العثماني الذي خُطِّط في الأصل ليكون مدرسة لأولاد مشايخ البدو

كانت بداية التعليم العام في فلسطين قبل الحرب الأولى في القانون العثماني لعام 1869. كان نظام المدارس العامة في الولايات العثمانية ضعيف التنظيم، ولم يعمل بشكل كامل ومرضٍ. كانت مدرسة الأولاد البدو التي أُقيمت في الجهة الغربية من بئر السبع عام 1914 هي المؤسسة التعليمية الوحيدة في المدينة والمنطقة. كان من المُفتَرَض حسب الخطّة الأصليّة أن يكون للمدرسة طابع زراعي، وجعل الأولاد البدو يتخلون عن نمط الحياة البدوي من الحلّ والتّرحال، والانخراط في الأعمال الزراعية في المدينة. استغرق بناء المدرسة وقتًا طويلًا، ومع اندلاع الحرب العالمية الأولى تحوَّل المبنى إلى مستشفى، وفي الواقع لم يتم استخدامه خلال الفترة العثمانية كمدرسة لأولاد المنطقة. استُخدِم المبنى لاحقًا خلال الانتداب البريطاني مكانًا للتعليم في بئر السبع، وكانت لإنشائه أهمية بالغة بالنسبة للجانب التعليمي للمدينة الجديدة. في بداية الأمر وخلال فترة بنائه الطويلة، كانت الدراسة تتم في غرفة صغيرة، أو في خيمة إلى جوار المدرسة. ضمن هذا الإطار، تعلم عدد قليل من التلاميذ الكتابة وقراءة اللغة العربية، وحفظوا القرآن، كما تعلّموا مبادئ الحساب والزراعة.

أُرسِلَ الطلاب المتفوّقون من بين طلاب المدرسة (الذين كان معظمهم من أبناء شيوخ البدو، أو شخصيات مركزية مختلفة في المجتمع البدوي) إلى إسطنبول لمواصلة دراستهم هناك، وفي هذا السِّياق تبرز النقطة المهمّة الثانية وهي: التأثير طويل الأمد للمدرسة على السكان المحليين. يمكن رؤية مثال على ذلك في معظم الطلاب الذين التحقوا بالمدارس، والذين أصبحوا مع مرور السنين شيوخًا وخلفوا أباءهم، أو عُيِّنوا في مناصب حكومية مختلفة، وأصبحوا رجال أعمال وزعماء على القبائل البدويّة في النقب. بالإضافة إلى ذلك، فإن نية العثمانيين بناء مؤسسة تعليمية في بئر السبع التي كانت مدينة حديثة العهد في شمال النقب، تُشير بوضوح إلى الدور المركزيّ الذي أراد العثمانيون أن تلعبه المدينة في المستقبل،وتكشف رغبتهم في زيادة السيطرة على السكان المحليين.

## الصّحافة

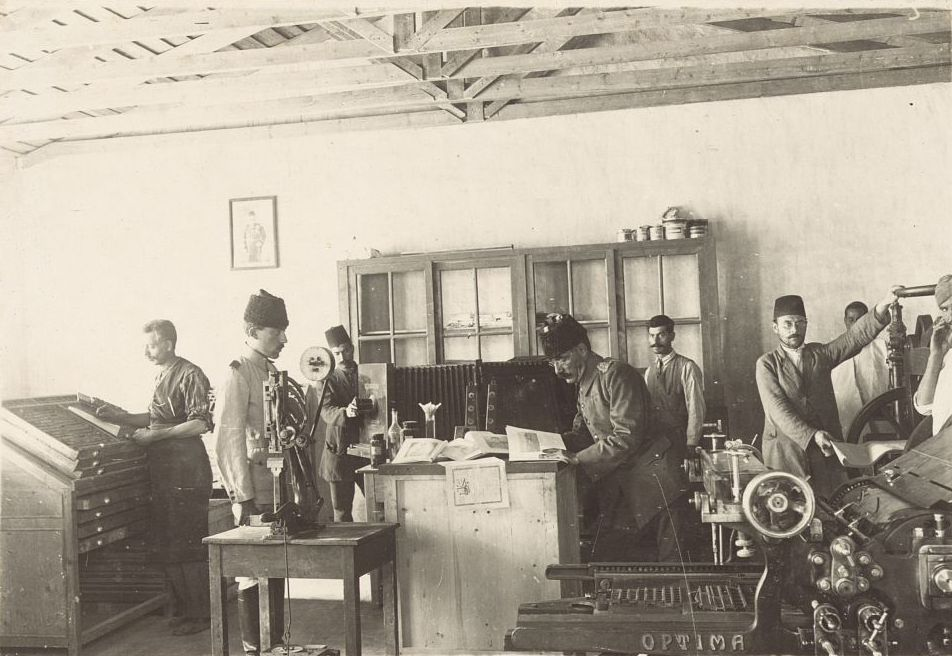
طباعة صحيفة مُصَوَّر چول عام 1917

صدَرَت في أواخر عام 1916 في بئر السبع صحيفة باللغة التركية العثمانية تسمى "مُصَوَّر چول"، وتعني بالعربية: "الصحراء بالصور"). صدرت الصحيفة في أغلب الأحيان باللغة التركية مع قسم صغير بالعربية. كانت هذه الصحيفة إحدى الدوريتين التركيتين اللتين صدرتا في فلسطين (إلى جانب "قدسى شريف" التي كانت الجريدة الرسمية في القدس)، وصدرت لمدّة ستة أشهر فقط. كان للصحيفة حوالي 780 اشتراكًا، وبالإضافة إلى توزيعها في بئر السبع، بدأت من العدد السابع بالتوزيع في القدس أيضًا. كانت إدارة الصحيفة وتحريرها في يد مقر "المفتش العام لمحطة الصحراء" الذي أنشأه العثمانيون في بئر السبع لتنسيق عملياتهم في المنطقة أثناء فترة الحرب العالمية الأولى. عرّفت الصحيفة نفسها في صفحتها الأولى على أنها "جريدة سياسية واجتماعية وتكنولوجية وأدبية" وأحيانًا أخرى زراعية، لكن هدفها أولاً وقبل كل شيء هو لفت انتباه القراء إلى كلام الحكومة وإنجازاتها، وتقوية مشاعر الوطنية لدى القراء على خلفية الحرب التي كانت الإمبراطورية قد دخلتها في ذلك الوقت.

تناولت الأخبار التي نشرتها الصحيفة بشكل أساسي تطوُّرات الحرب على مختلف الجبهات. من بين المواضيع الرئيسية التي ظهرت في 12 عددًا من الصحيفة تعزيز الولاء للوطن العثماني (الذي شمل أراضي الإمبراطورية بأكملها وليس منطقة بلاد الشام فقط) وكان الهدف من إثارته تعزيز الهوية العثمانيّة، ومثَّل سعي الدولة العثمانية في تلك الحقبة إلى خلق مجتمع سياسي مُوَحَّد. كان الدين الإسلامي موضوعًا آخر تردّد ذكره في الصحيفة باعتباره الرابط الذي يربط جميع المسلمين، رعايا الإمبراطورية، بالدولة نفسها. هدف هذا الموضوع إلى ربط الولاء الوطني والتضحية من أجل الوطن بالإيمان الديني لقراء الصحيفة. تناول موضوع مركزي آخر  العلاقة بين الدولة ومؤسسيها، الشعب التركي، وأكّد على مساهمتهم في إنشاء المؤسسات الجديدة التي أقيمت في المدينة. تتيح مقالات الصحيفة الحصول على معلومات (من وجهة نظر الحكومة العثمانية) حول تطورات الوضع في منطقة النقب بشكل عامّ، ومدينة بئر السبع بشكل خاص. يذكر أحد الكتاب بشكل إيجابي المدينة  الجديدة، فهي مضاءة بالكهرباء ويُشير إلى المباني الجديدة، وورش العمل والمدرسة والمستشفى. يصف أحد الكتاب المدينة على النحو التالي: "المدينة نظيفة ومنظمة وهي رمز للتَّمَدْيُن (انتشار الحضارة). فيها مصانع ومبانٍ عامة، والحياة فيها مليئة بالحيوية، سواء في النهار أو في الليل، عندما تضيء المدينة بالأنوار الساطعة"، بل إنَّ الكاتب يذكر أنّه شاهد فيلمًا في المدينة، وتحدث برضا عن استمتاع السكان المحليين.

## السُّكّان

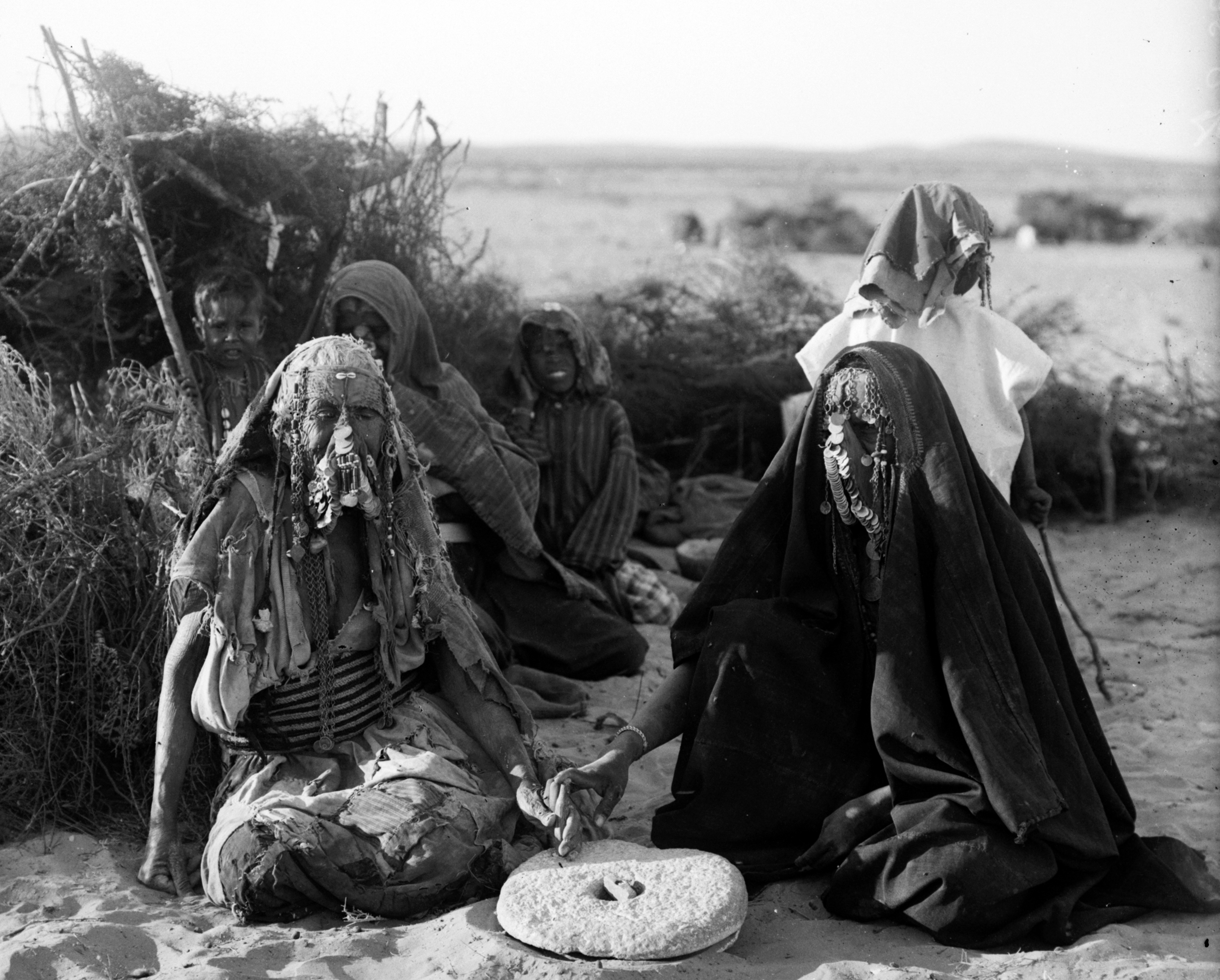
نساء في بئر السبع، مطلع القرن 20

من الصّعب تقدير عدد سكان بئر السبع في هذه الحقبة، لأن الحكومة العثمانية لم تجر تعدادًا سكانيًا في المنطقة، ولكنّ البيانات الوحيدة المُتاحة تُشير إلى أنه في عام 1902 كان هناك حوالي 300 مقيم دائم يعيشون في المدينة، وفي عام 1911 كان هناك حوالي 800 مقيم دائم، وفي عام 1912 بلغ عدد سُكّان المدينة قرابة 1000 نسمة.
- السكان البدو: كان أحد أهداف الحكومة العثمانية هو تجميع السكان البدو في المدينة. على الرغم من الجهود الكثيرة التي بذلتها الدولة والتي شملت منح الأراضي لكلّ بدوي يرغب في بناء منزله في المدينة، وتعيين بعض رجال القبائل البدويَّة في مناصب إدارية بالمدينة، إلّا أنّ عدد البدو الذين استقرّوا في المدينة كان قليل نسبيًّا. كانت طريقة الحياة الحضرية والمستقرّة التي أتاحتها بئر السبع تختلف إلى حد كبير عن الطريقة التقليديّة التي يعيش حسبها البدو في تلك الحقبة، وكان العدد القليل من البدو الذين استقروا وقاموا ببناء منازل في المدينة هم المشايخ وزعماء العائلات العريقة. كان وُفود البدو إلى المدينة لأغراض التجارة التي تتمُّ في أوقات معلومة، وتخزين الحبوب.
- المستوطنون الحضريون- عرب المدن المجاورة: اجتذب النشاط التجاري في المدينة التجار الحضريين بشكل رئيسي من المدن (المجدل، وغزة، والخليل، والقدس). امتلك هؤلاء التجار معظم المحلات التجارية في المدينة، واشتروا منازل وأراضٍ هناك. ومن بين هذه الموجة من المهاجرين أيضًا جاءت مجموعة صغيرة من المسيحيين من طائفة الروم الأرثوذكس، والطائفة البروتستانتية التي بنى المبشرون بمذهبها كنيسة في المدينة في عام 1910.
- السكان اليهود: بدأ الاستيطان اليهودي في المنطقة قبل إنشاء بئر السبع من خلال التجارة مع البدو. وفي عام 1901 بدأ أوائل التجّار اليهود يصلون إلى بئر السَّبع. وكان من أبرز الوافدين إليها يعكوف جوردون ومئير شنايدروفيتش اللذين سكنا في المدينة، وأنشآ طاحونة دقيق ميكانيكية هناك. ومع ذلك، وبسبب الصعوبات المختلفة التي يتطلّبها العيش في المدينة (لكلّ من يرغب بالاستقرار فيها، ولليهود على وجه الخصوص) في السنوات العشر الأولى لتأسيس بئر السبع، لم تستقر أي عائلة يهودية فيها بشكلٍ كامل. في عام 1912، كان عدد يهود بئر السبع نحو عشر عائلات وأخذوا بالتناقص مع مرور السنين.  كانت الحرب العالمية الأولى من عوامل التحول التي ساهمت في زيادة عدد أفراد الجالية اليهودية في المدينة، حيث وصل اليهود الذين عملوا في الجيش العثماني في وظائف مختلفة، ومن بينها: تحطيب الأخشاب، بناء خط سكة حديد فوق مجرى وادي بئر السبع، غرس الأشجار، ومختلف الحرف الصغيرة الأخرى، ونحو ذلك. أدّى هذا الازدهار إلى نمو الجالية اليهودية في المدينة على الصعيدين التجاري والثقافي والديني. كما برز دعم الجالية اليهودية في بئر السبع للجنود اليهود الذين خدموا في الجيش العثماني خلال الحرب العالمية الأولى. وتجلّى ذلك، من بين عدة أمور أخرى، في توفير الطعام لهم، وترتيب الإقامة في الفنادق المملوكة لليهود في المدينة، وتوفير الأدوية. خلال عام 1917، تضاءل عدد اليهود في المدينة بسبب قلة العمل، بل وأكثر من ذلك بسبب الحرب التي كانت تقترب من حدود فلسطين. وفي نهاية المطاف في أكتوبر 1917، مع اقتراب خط المواجهة من المدينة، تم إجلاء جميع السكان اليهود في المدينة إلى الشمال.

## الاقتصاد والأعمال

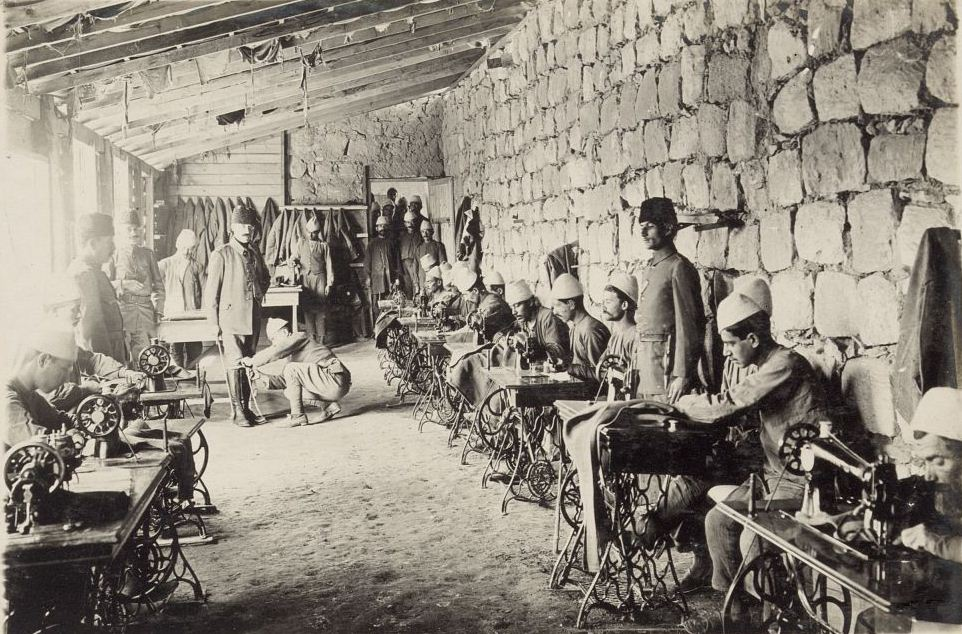
خيّاطون عسكريون عام 1917.

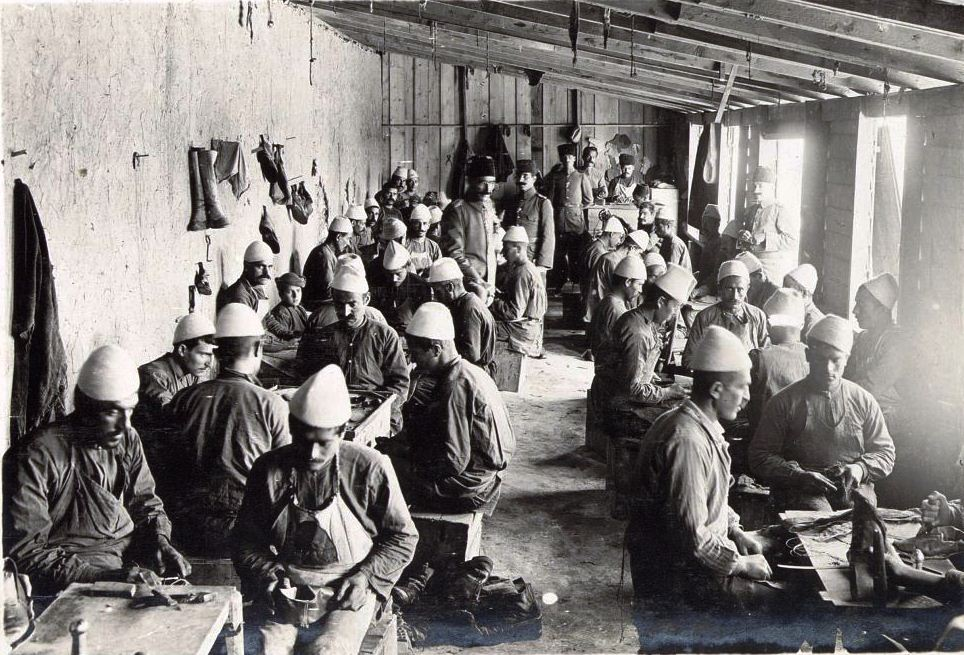
معمل أحذية عسكرية للجيش العثماني في بئر السبع عام 1917.

كانت التجارة أحد فروع الاقتصاد التي ظهرت مع تشديد قبضة العثمانيين على المناطق النائية، وهو ما أدّى بعد سنوات إلى نُشوء السوق البدوي في بئر السبع. بسبب عدم قدرة البدو على ممارسة التجارة في المدن المركزية كما فعلوا في القرون السابقة، نُقِلَ مركز المعاملات إلى شمال النقب حتَّى قبل إنشاء مدينة بئر السبع. مع مرور الوقت، بدأت اجتماعات منتظمة في منطقة آبار بئر السبع (منطقة شمال وادي بئر السبع من جسر سكة الحديد التركية، وغربًا حتى مشارف المدينة القديمة) مداخل غزة والفالوجة، ومناطق أخرى. في الوقت نفسه، أتاح الأمن الذي استتبَّ في المنطقة بعد إنشاء مركز إداري عثماني تطوير الزراعة المحلية الواسعة التي جلبت معها عُمَّالًا ومزارعين من المنطقة، وحوَّلت المدينة إلى مركز تجاري يستفيد منه السُّكان وجباة الضرائب العثمانية. أدت هذه التغييرات جميعها، بالإضافة إلى استعداد البدو لتأجير أراضيهم من أجل التنمية الزراعية، إلى الانتقال من الاقتصاد القائم على المقايضة إلى المعاملات المالية، وتحسين مستوى المعيشة العام.

باستثناء نشاط السوق البدوي الذي كان ينعقد في يومٍ محدد، أصبحت بئر السبع مركزًا تجاريًا إقليميًا يربط بين ميناء غزة والنّقب. ومن بين السلع التي كانت محور الأعمال التجارية في المدينة: المواد الغذائية المتنوعة، والملابس، والأدوات المنزلية، وتجارة حيوانات المزرعة، والحبوب في مواسم معينة. بالإضافة إلى ذلك، برز جزء من المدينة في تجارة ألياف النخيل لصناعة الحبال والحصير وتجارة السيوف والخناجر، وخلال الموجة الثانية من البناء التي بدأها العثمانيون في عام 1906، تم إنشاء سوق للماشية أقيم يوم الأربعاء، وعزز مكانة المدينة كمركز تجاري إقليمي.

إلى جانب التجارة تطورت صناعة الحرف اليدويَّة الصغيرة. وشمل هذا المجال الخدمات التي تمت بطريقة بسيطة وأساسية، مثل: صناعة المحاريث الخشبية، وصناعة السروج للإبل والحمير، وخياطة الأحذية المصنوعة من جلود الإبل، وصنع الحبال لضخ المياه، وسلال من ألياف عُسُب النخيل لتخزين الحبوب، وصناعة السيوف، وخياطة الملابس، وصياغة المجوهرات.